# Liste der Biografien/Krui
Liste der Biografien |
Portal Biografien |
Personensuche
# |
A |
B |
C |
D |
E |
F |
G |
H |
I |
J |
K |
L |
M |
N |
O |
P |
Q |
R |
S |
T |
U |
V |
W |
X |
Y |
Z |
?
 
Ka |
Kb |
Kc |
Kd |
Ke |
Kf |
Kg |
Kh |
Ki |
Kj |
Kl |
Km |
Kn |
Ko |
Kp |
Kr |
Ks |
Kt |
Ku |
Kv |
Kw |
Ky |
Kx |
Kz
 
Kra |
Krb |
Krc |
Kre |
Krg |
Krh |
Kri |
Krj |
Krk |
Krl |
Krm |
Krn |
Kro |
Krp |
Krs |
Krt |
Kru |
Kry |
Krz
 
Krua |
Krub |
Kruc |
Krud |
Krue |
Kruf |
Krug |
Kruh |
Krui |
Kruj |
Kruk |
Krul |
Krum |
Krun |
Kruo |
Krup |
Krus |
Krut |
Kruu |
Kruy |
Kruz
Die Liste der Biografien führt alle Personen auf, die in der deutschsprachigen Wikipedia einen Artikel haben. Dieses ist eine Teilliste mit 27 Einträgen von Personen, deren Namen mit den Buchstaben „Krui“ beginnt.

## Krui

### Kruid
- Kruidenier, David S. (1921–2006), US-amerikanischer Publizist und Philanthrop

### Kruif
- Kruif, Mart de (* 1958), niederländischer Generalleutnant und Befehlshaber der niederländischen Landstreitkräfte
- Kruif, Paul de (1890–1971), US-amerikanischer Mikrobiologe

### Kruij
- Kruijer, Nina (* 1998), niederländische Tennisspielerin
- Kruijf, Robin de (* 1991), niederländische Volleyballspielerin
- Kruijsen, Quin (* 1990), niederländischer Fußballspieler
- Kruijswijk, Steven (* 1987), niederländischer RadrennfahrerSteven Kruijswijk (* 1987)

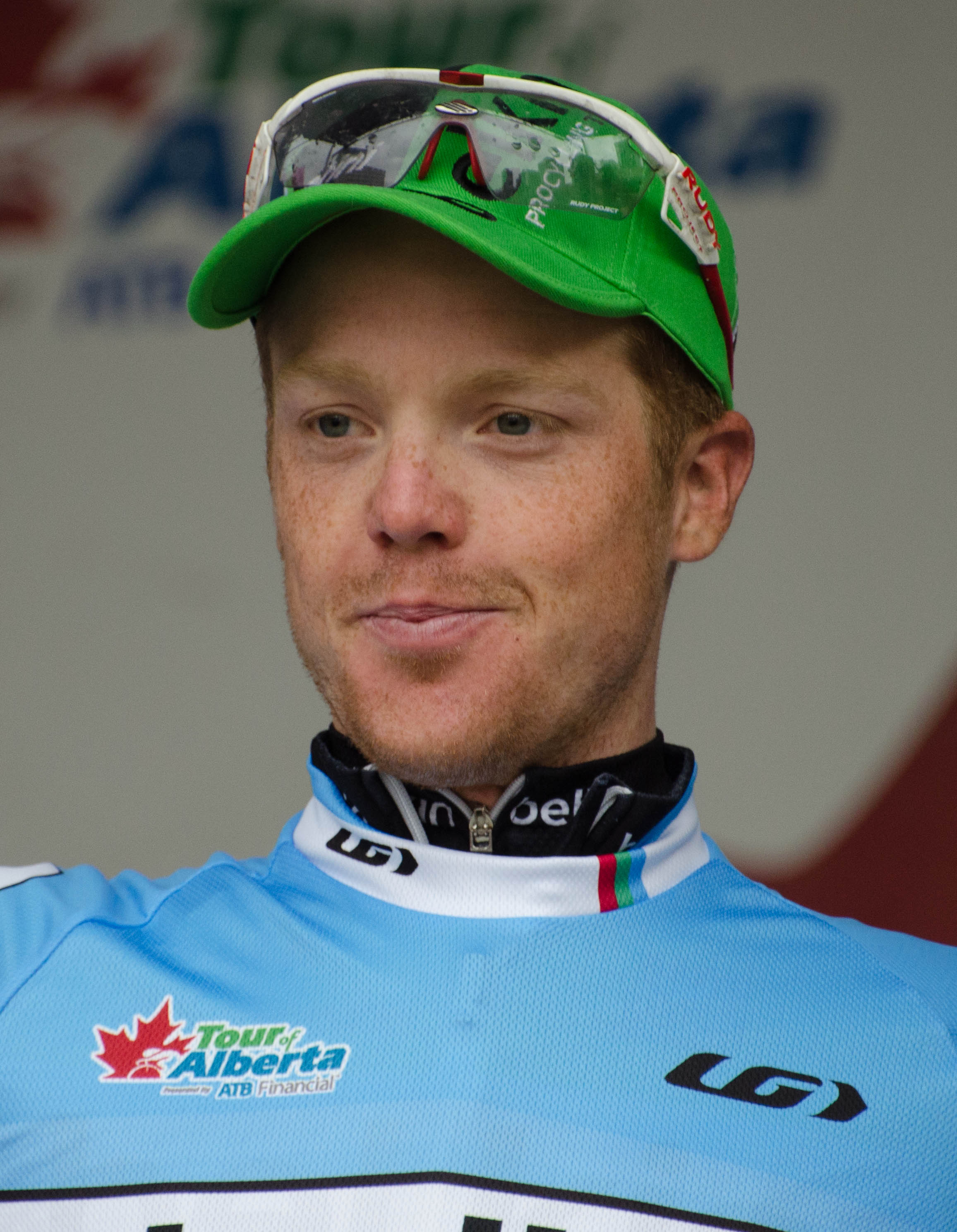
Steven Kruijswijk (* 1987)

### Kruik
- Kruik von Adrichem, Christian (1533–1585), römisch-katholischer Priester und Buchautor

### Kruip
- Kruip, Gerhard (* 1957), deutscher christlicher Sozialethiker, Professor für Christliche Anthropologie und Sozialethik
- Kruip, Stephan (* 1965), deutscher Physiker, Patentprüfer und Mukoviszidose-Patient
- Kruiper, Dawid (1936–2012), südafrikanischer traditioneller Herrscher, Heiler, Aktivist und Schauspieler

### Kruis
- Kruis, Ferdinand (1869–1944), österreichisch-ungarischer Maler und Illustrator
- Kruis, George (* 1990), englischer Rugbyspieler
- Kruis, Jan (1933–2017), niederländischer Comiczeichner und -texter
- Kruis, Konrad (1930–2022), deutscher Jurist, Richter des Bundesverfassungsgerichts und Autor
- Kruisbrink, Annette (* 1958), niederländische Komponistin und Gitarristin
- Kruisinga, Roelof (1922–2012), niederländischer Wirtschaftsmanager und Politiker
- Kruiswijk, Arnold (* 1984), niederländischer Fußballspieler

### Kruit
- Kruit, Marieke (* 1968), Schweizer Politikerin (SP)
- Kruithof, Anouk (* 1981), niederländische Fotografin und Künstlerin
- Kruithof, Thomas (* 1976), französischer Filmregisseur und Drehbuchautor
- Kruithoff, Tim (* 1977), deutscher Politiker (parteilos)

### Kruiv
- Kruiver, Piet (1938–1989), niederländischer Fußballspieler

### Kruiz
- Kruize, Hans (* 1954), niederländischer Hockeyspieler
- Kruize, Hidde (* 1961), niederländischer Hockeyspieler
- Kruize, Roepie (1925–1992), niederländischer Hockeyspieler
- Kruize, Ties (* 1952), niederländischer Hockeyspieler